# Орлово (Глинковский район)
Орло́во   — деревня  в  Смоленской области России,  в Глинковском районе. Население – 7 жителей (2007 год)   Расположена в центральной части области  в 9 км к западу от села Глинка,  в 13 км северо-западнее  автодороги Р96 Новоалександровский(А101)- Спас-Деменск — Ельня — Починок, на берегу реки Волость.  В 8,5 км севернее деревни железнодорожная станция Добромино на линии Смоленск  - Сухиничи. Входит в состав Белохолмского сельского поселения.   

## История
В годы Великой Отечественной войны деревня была оккупирована гитлеровскими войсками в июле 1941 года, освобождена в ходе Ельнинско-Дорогобужской операции в 1943 году. 30 мая 1942 года в деревне произошёл бой партизан с немецко-фашистскими захватчиками .